# Daniel McKinnon (ishockeyspelare)
Daniel Duncan "Dan" McKinnon, född 21 april 1922 i Williams i Minnesota, död 6 augusti 2017 i Warroad i Minnesota, var en amerikansk ishockeyspelare.
McKinnon blev olympisk silvermedaljör i ishockey vid vinterspelen 1956 i Cortina d'Ampezzo.